# Pentatropis bentii
Pentatropis bentii är en oleanderväxtart som först beskrevs av Nicholas Edward Brown, och fick sitt nu gällande namn av S. Liede. Pentatropis bentii ingår i släktet Pentatropis och familjen oleanderväxter. Inga underarter finns listade i Catalogue of Life.